# Dachser
Dachser Group SE & Co. KG med hovedkvarter i Kempten, Allgäu er en tysk logistik- og transportvirksomhed. Forretningsområderne er landfragt, luftfragt, søfragt og fødevarelogistik.
Thomas Dachser grundlagde virksomheden i 1930, som en virksomhed der transporterede ost og metalvarer.
De havde i 2022 32.850 ansatte og en omsætning på 8,1 mia. euro.